# Alfocea
Alfocea es un barrio rural de Zaragoza, en Aragón, España.
Está regido por una Junta Vecinal.
Está situado al noroeste de la ciudad de Zaragoza y a una altitud de 221 m s. n. m.

## Geografía
Este barrio rural está camuflado en los tonos ocres y terrosos de los montes del Castellar que contrastan con los tonos verdes de las tierras de cultivo y de los bosques de ribera. En él encontramos parte del Campo de Maniobras de San Gregorio, el más grande de Europa con 33 389 hectáreas.
Dispone de un excelente mirador para divisar un paisaje de gran belleza: el valle del Ebro, la huerta, las muelas calcáreas, el Moncayo y, próximo al barrio, el tollo de Lecheros y las ruinas del Castillo de Miranda. El parque natural del Galacho de Juslibol está realmente más cerca del casco urbano de Alfocea que de Juslibol.
La parte más antigua del núcleo se asienta en la parte alta de dicho cono de deyección, mientras que recientemente se han construido chalets en la zona de huertas. Su único acceso es a través del Puente de Alfocea.
Se puede acceder a Alfocea en transporte público mediante la línea del CTAZ Zaragoza - Monzalbarba - Alfocea - Utebo.

### Puente de Alfocea
El Puente de Alfocea, a veces llamado Puente de Monzalbarba, es un puente sobre el río Ebro a su paso por Zaragoza. Conecta los barrios rurales de Monzalbarba y Alfocea, siendo el único acceso a este último. Inaugurado en 1968, fue una de las primeras obras del destacado ingeniero oscense Juan José Arenas.
Tiene una longitud de 180 metros, de los que 160 se cubren con seis vanos centrales y los veinte restantes en vanos de diez metros en cada orilla. Tanto vigas como pilares son de hormigón. Su bajo periodo de retorno, apenas 10 años, hace que tienda a cortarse en inundaciones, incomunicando Alfocea.
Al lado de su nacimiento en Monzalbarba se encuentra el acuartelamiento del Regimiento de Pontoneros e Ingenieros n.º 12, que suelen realizar sus maniobras y prácticas de forma paralela al puente.

## Historia
Los restos más antiguos pertenecen a un poblado íbero. En el siglo I, los romanos se instalaron cerca del actual barrio y posteriormente los musulmanes aprovecharon la fecundidad de estas tierras, las cultivaron e incluso las bautizaron con el nombre de Al-Hauz (la Alquería), "lugar de descanso" de donde viene el nombre de Alfocea.
Posteriormente a la conquista de Zaragoza en 1118 por Alfonso I el Batallador la zona continuó habitada. Tras morir aquel monarca, gran parte del territorio pasó a ser propiedad de la orden del Temple. Tras la desaparición de la orden en 1309 pasó a manos de Bartolomé Tarín. En 1310 lo vendió a Jaime II. Los reyes vendieron el lugar a diferentes nobles como Ferrer de Lanuza en 1327, Rodrigo de Luna en 1328, y a Miguel de Gurrea antes de 1389. A fines del siglo XV pertenecía al justicia Martín Díez de Aux.
Testigos de aquella época son algunos restos del castillo que pasó a ser posteriormente la ermita de Santa Ana, los del antiguo monasterio templario y la iglesia románica derribada en 1974.
Alfocea fue villa entre 1327 y 1785. En 1834, cuando se constituyó ayuntamiento, pasó a ser pueblo. Desde 1877 a 1887 se tramitó su unión a Zaragoza, convirtiéndose entonces en barrio rural.

## Geografía humana

### Demografía
| Gráfica de evolución demográfica de Alfocea entre 1842 y 1877 |
| |
| Población de derecho según los censos de población del INE Población de hecho según los censos de población del INEEntre el censo de 1887 y el anterior, este municipio desaparece porque se integra en el municipio 50297 (Zaragoza) |

La población alfoceana no ha sufrido grandes cambios demográficos.
| Año       | 2000 | 2001 | 2002 | 2003 | 2004 | 2005 | 2006 | 2007 | 2008 | 2009 | 2010 | 2011 | 2012 | 2013 | 2014 | 2015 |
| --------- | ---- | ---- | ---- | ---- | ---- | ---- | ---- | ---- | ---- | ---- | ---- | ---- | ---- | ---- | ---- | ---- |
| Población | 110  | 130  | 134  | 136  | 140  | 159  | 164  | 149  | 162  | 184  | 180  | ---  | ---  | 182  | 185  | 193  |

## Monumentos

### Parroquia de la Inmaculada Concepción
Su actual templo parroquial dedicado a la Inmaculada Concepción, se erigió en 1683 por fundación de Juan Francisco de Montemayor Córdoba y Cuenca. Está "desorientado" hacia el norte y adosado al muro de poniente del primitivo templo románico que si guarda la orientación canónica.                                 
El templo románico se edificó sobre un afloramiento de roca compuesta por yeso. Los muros se edificaron con sillares del mismo material a doble lienzo y con relleno de ripio de la misma materia y argamasa. El exterior del cilindro absidal aparece conformado por ladrillo a soga, dejando ver a zonas el estrato de yeso que aflora y sobre el que asienta la iglesia.
Tras ser demolido en 1974, se halla en avanzado proceso de degradación, aun cuando es perfectamente identificable su estructura. Probablemente la ruina fuera consecuencia de los propios materiales utilizados para su edificación. En la actualidad persiste el arranque absidal y buena parte del muro norte, con un vano de acceso a los pies del mismo.
Del exterior del cilindro absidal queda una buena muestra. Prácticamente subsiste la circunferencia entera de su base. La visión lateral de la misma nos permite apreciar que en la zona inferior se formó una especie de plinto circunferencial que además de ser estéticamente agradable, le ofrece un zuncho de refuerzo. Toda la superficie exterior estuvo cubierta con ladrillo. Probablemente hubiera ventanal central; pero no hay vestigios que permitan asegurarlo.
La otra estructura de la que queda una muestra importante, es el muro norte. En el mismo apreciamos pilastras contrafuertes al exterior en número de dos, coincidentes con otras tantas al interior. Además dos grandes contrafuertes de época moderna. Uno entre las dos pilastras exteriores y otro oblicuo afirmando la unión entre cabecera y nave. A los pies del muro norte abre una puerta de jambas rectas y arranque de medio punto formado a base de ladrillo. Del mismo material fueron jambas y aro de acceso, a la vista de lo que se conserva. Poco espacio tras la puerta, se halla el arranque del muro oeste, por lo que se puede afirmar que el templo contó con nave de tres tramos probablemente cubierta por medio de tejado de madera a dos aguas sustentado por dos fajones apuntados, a la vista de las pilastras residuales del muro norte. No creo que la edificación por su forma y materiales fuera capaz de sustentar los empujes de una bóveda de yeso.
En uno de los ladrillos procedentes de su ruina puede advertirse un símbolo que ya he visto en sillares de arenisca como marca de cantero: un rombo con dos de sus lados paralelos prolongados en sentido opuesto. Además en un sillar del arranque del muro oeste, visto tras su parcial demolición, una grande y bien grabada cruz patada.
Poco al este del templo y al otro lado de un pequeño barranco se erigió sobre un cerrete un pequeño recinto fortificado con acceso por rampa situada al lado sur, que aún se utiliza para el ascenso. Es de pequeña superficie. Probablemente no rebase los 7-8 m de lado. Fue edificado en sillares de yeso y recrecido en fechas posteriores en tapial con encofrados de madera de los que aún quedan los orificios de sujeción del encofrado. Los contrafuertes angulares de ladrillo son modernos. Los tres existentes en el muro norte, de diferentes alturas, son de yeso y no es fácil aventurar su cronología. Al interior de la zona recrecida del muro norte, se advierte el perfil que dejó la edificación de una estructura con bóveda apuntada.

### Ermita de Santa Ana
A la margen izquierda del barranco de Lecheros y próximo a su desembocadura, sobre un pequeño cerro se alzan las ruinas de un modesto recinto fortificado que en el pueblo se conoce como ermita de Santa Ana y que en la actualidad se encuentra adosado al pequeño cementerio local.
Su construcción data del siglo X y forma parte de las numerosas atalayas edificadas en la zona por Pedro I con el propósito de facilitar la reconquista de Zaragoza.
De pequeña planta, fue edificado con sillares de yeso de la zona, sobre los que se levantó tapial con encofrado de madera de cuya ejecución todavía se observan los agujeros de sujeción del encofrado. Se aprecian dos tipos de contrafuertes, los angulares de ladrillo y los del muro norte, más antiguos y de yeso.
Al otro lado del mencionado barranco de lecheros y adosado a la iglesia actual, se conservan los restos del primitivo templo románico dedicado a San Cristóbal. Los muros se edificaron con sillares de yeso a doble lienzo rellenos del mismo material con argamasa. Todavía se conserva gran parte del arranque absidal conformado con ladrillo a soga y asentado sobre los estratos de yeso.
Muy cerca de la zona se encuentran las llamadas cuevas de las Tiras, excavadas en el escarpe de yesos y que al parecer sirvieron de morada a los antiguos trabajadores que explotaban las canteras y los hornos de yeso.

## Fiestas populares

### San Blas
Las fiestas patronales de San Blas de Alfocea, se celebran la primera semana de febrero. Están organizadas por la Comisión de festejos y cuentan con la colaboración del Ayuntamiento de Zaragoza, de la Alcaldía de Alfocea, de la Asociación de Mujeres (AMEVA), de la Asociación de Vecinos, de la Asociación Cultural Musical y del Club de Jubilados.

### Nuestra Señora del Rosario
Los festejos, en honor a la Virgen del Rosario, se celebran el primer fin de semana de octubre. Suelen estar acompañadas de múltiples actividades como el toro de fuego, vaquillas, concursos de guiñote, exhibiciones de perros guía, verbenas, almuerzos populares, concursos de lanzamiento de barra aragonesa, certamen de jotas y diversas actuaciones.